# قليوب
قليوب مدينة وقاعدة مركز بمحافظة القليوبية.

## التاريخ
مدينة قليوب (بالقبطية: ⲕⲁⲗⲓⲱⲡⲥ)‏ من القرى القديمة، حيث وردت باسم «قليوب» في أعمال الشرقية ضمن قرى الروك الصلاحي التي أحصاها ابن مماتي في كتاب قوانين الدواوين، كما وردت باسم «قليوب» من أعمال القليوبية ضمن قرى الروك الناصري التي أحصاها ابن الجيعان في كتاب «التحفة السنية بأسماء البلاد المصرية». وفي العصر العثماني ورد اسمها في التربيع العثماني الذي أجراه الوالي العثماني سليمان باشا الخادم في عصر السلطان العثماني سليمان القانوني ضمن قرى ولاية القليوبية، وفي تاريخ 1228هـ/1813م الذي عدّ قرى مصر بعد المسح الذي قام به محمد علي باشا باسم «قليوب» ضمن قرى مديرية القليوبية.